# Dexter Fowler
William Dexter Fowler, född den 22 mars 1986 i Atlanta i Georgia, är en amerikansk professionell basebollspelare som spelar för St. Louis Cardinals i Major League Baseball (MLB). Fowler är centerfielder.

## Karriär

### Major League Baseball

#### Colorado Rockies

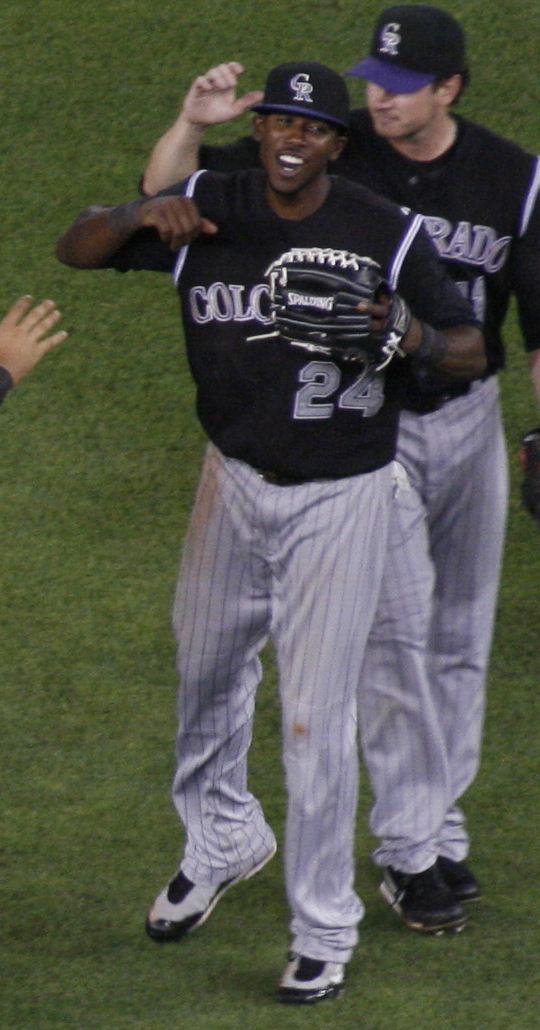
Fowler i Colorado Rockies dräkt 2009.

Fowler draftades av Colorado Rockies 2004 som 410:e spelare totalt och året efter gjorde han proffsdebut i Rockies farmarklubbssystem. Efter nästan fyra säsonger i farmarligorna debuterade Fowler i MLB den 2 september 2008. Han hann med 13 matcher för Rockies innan säsongen tog slut och hade ett slaggenomsnitt på låga 0,154, inga homeruns och inga RBI:s (inslagna poäng).
2009 räknades Fowler fortfarande som nykomling (rookie) och hade en bra säsong. Han spelade 135 matcher med ett slaggenomsnitt på 0,266 och hade fyra homeruns och 34 RBI:s. Hans snabbhet ledde till att han kom delad fyra i National League i sacrifice hits (14), femma i triples (tio) och delad sexa i stulna baser (27). Han kom delad åtta i omröstningen till National Leagues Rookie of the Year Award.
2010 medverkade Fowler i 132 matcher för Rockies och hade ett slaggenomsnitt på 0,260, sex homeruns och 36 RBI:s. Han hade flest triples av alla i National League (14). Han spelade bra defensivt och hade tredje bäst fielding % bland alla centerfielders i National League (0,996).
Året efter var Fowlers slaggenomsnitt 0,266 och han slog fem homeruns och hade 45 RBI:s. Återigen låg han bra till i National League i kategorin triples (trea med 15). I outfield gick det sämre och han ökade sina errors från en till åtta, vilket var näst flest bland alla centerfielders, och delat tredje flest bland alla outfielders, i National League.
2012 var Fowlers dittills bästa säsong offensivt och han satte personligt rekord i alla de viktiga kategorierna - 0,300 i slaggenomsnitt, 13 homeruns och 53 RBI:s på 143 matcher. Han kom fyra i National League i triples (elva) och sjua i on-base % (0,389). Defensivt sänkte han antalet errors till sex, vilket ändå var flest bland alla centerfielders, och delat femte flest bland alla outfielders, i National League.
I februari 2013 skrev Fowler på ett tvåårskontrakt värt 11,6 miljoner dollar med Rockies, och parterna undvek därigenom ett skiljeförfarande. Han inledde 2013 bra, men efter att ha blivit hit by pitch på höger hand i mitten av juni försämrades hans offensiva spel. Före skadan hade han ett slaggenomsnitt på 0,302 och en on-base % på 0,399, men efter skadan och resten av säsongen var hans slaggenomsnitt 0,211 och hans on-base % 0,330.
I december 2013 bytte Rockies bort Fowler och en annan spelare till Houston Astros i utbyte mot två spelare. Hans sammanlagda resultat för Rockies på sex säsonger blev ett slaggenomsnitt på 0,270, 120 doubles, 53 triples, 40 homeruns, 210 RBI:s och 376 poäng på 667 matcher.

#### Houston Astros

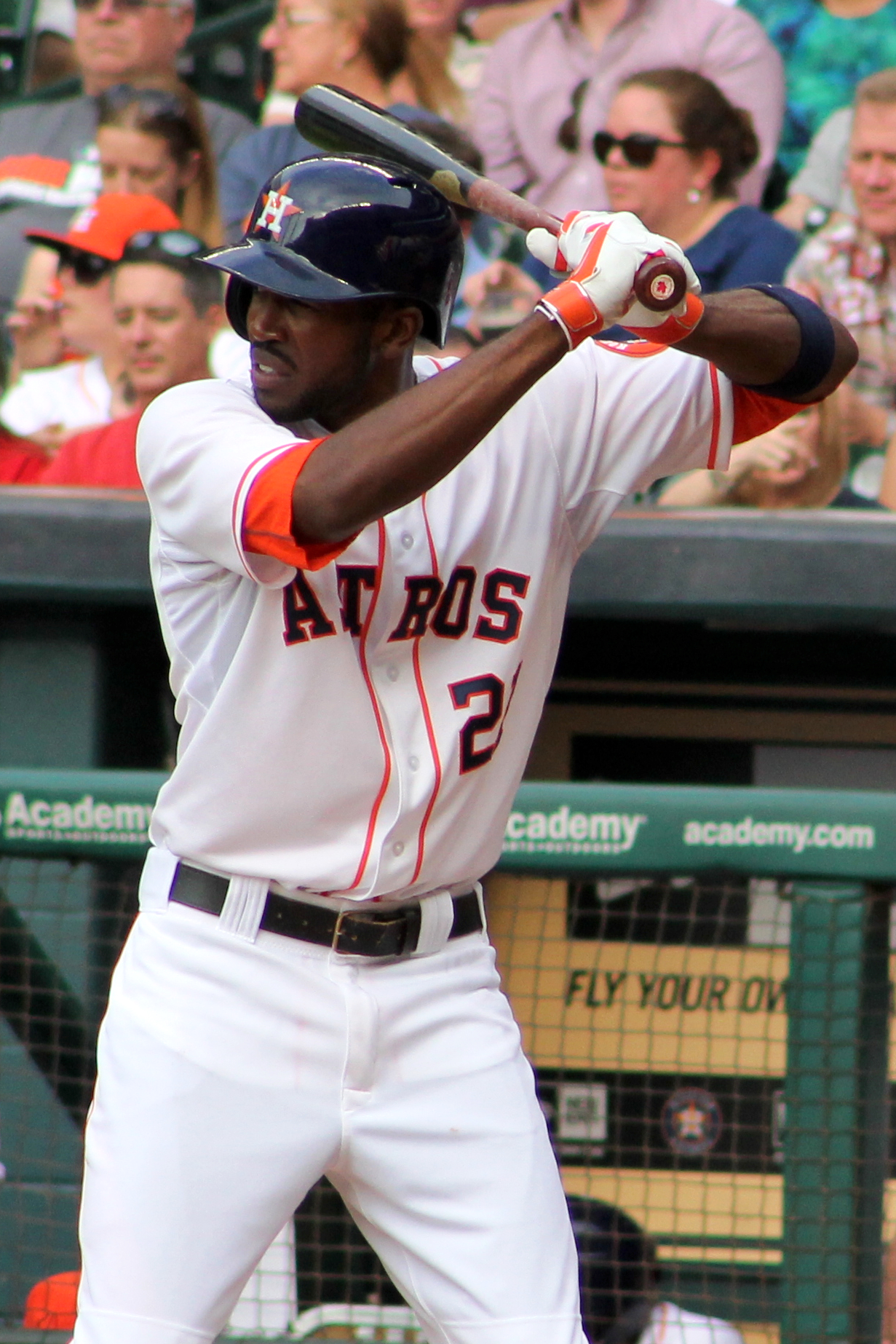
Fowler i Houston Astros dräkt 2014.

Fowler inledde 2014 med tre bra matcher mot New York Yankees, men sedan missade han några matcher på grund av magsjuka. I början av juli hamnade han på skadelistan på grund av en sträckning i revbensmuskulaturen. Han kom tillbaka i spel i mitten av augusti. Sett över hela säsongen var hans slaggenomsnitt 0,276, han slog åtta homeruns och hade 35 RBI:s på 116 matcher.
I januari 2015 bytte Astros bort Fowler till Chicago Cubs i utbyte mot två spelare.

#### Chicago Cubs
Inför säsongen 2015 kom Fowler och Cubs överens om ett ettårskontrakt värt 9,5 miljoner dollar, och man undvek därigenom ett skiljeförfarande. Han hade en hyfsad säsong för Cubs med ett slaggenomsnitt på 0,250, 17 homeruns (personligt rekord) och 46 RBI:s. Efter säsongen blev han free agent, men fick ett så kallat qualifying offer för 2016 av Cubs värt 15,8 miljoner dollar, ett erbjudande han dock tackade nej till. I februari 2016 skrev han ändå på för Cubs igen – ett ettårskontrakt värt åtta miljoner dollar med möjlighet för båda parter att förlänga kontraktet ytterligare ett år för nio miljoner dollar.
Fowler togs 2016 för första gången ut till MLB:s all star-match, men han kunde inte delta på grund av skada. Cubs gjorde sin bästa säsong på länge och vann sin division. Fowler hade ett slaggenomsnitt på 0,276, 13 homeruns och 48 RBI:s. Han satte personligt rekord i on-base % med 0,393, vilket var sjätte bäst i National League. I slutspelet var han med och förde klubben till dess första World Series-titel på 108 år med ett slaggenomsnitt på 0,250, tre homeruns och sex RBI:s. Han blev den första spelaren i historien att inleda en sjunde och avgörande match i World Series med en homerun.

#### St. Louis Cardinals
Inför 2017 års säsong skrev Fowler på för Cubs ärkerival St. Louis Cardinals. Kontraktet var på fem år och rapporterades vara värt 82,5 miljoner dollar. Han hamnade på skadelistan i slutet av juni på grund av smärta i höger häl och igen en månad senare på grund av smärta i vänster arm.

### Internationellt
Fowler tog brons för USA vid olympiska sommarspelen 2008 i Peking. Han spelade nio matcher och hade ett slaggenomsnitt på 0,250, inga homeruns och två RBI:s.